# 톰 피터스
톰 피터스(영어: Tom Peters,  본명: Thomas J. Peters, 1942년 11월 7일~)는 초우량 기업의 조건(In Search of Excellence, 로버트 H. 워터맨 주니어와 공동 집필)로 가장 잘 알려진 경영관리 실무에 관한 미국 작가이다.

## 경력
1966년부터 1970년까지 피터스는 미 해군에서 복무했으며 네이비 시비(Navy Seabee)로 베트남에 두 차례 배치된 후 나중에 국방부에서 근무했다. 1973년부터 1974년까지 닉슨 행정부 기간 동안 백악관에서 수석 약물 남용 고문으로 일했다. 피터스는 이후 글에서 군사 전략가 존 보이드 대령과 OODA 루프의 영향력을 모두 인정했다.
1974년부터 1981년까지 피터스는 맥킨지 & 컴퍼니에서 경영 컨설턴트로 근무했으며, 1979년에는 파트너이자 조직 효율성 실무 리더가 되었다. 1981년에 맥킨지를 떠나 독립 컨설턴트가 되었다.
1990년에 피터스는 영국 무역산업부(DTI) 출판물에서 세계 품질 전문가 중 한 명으로 언급되었다.
1995년 뉴욕 타임스는 피터스를 다니엘 버러스(Daniel Burrus) 및 로저 블랙웰(Roger Blackwell)과 함께 연사로서 수요가 가장 많은 비즈니스 전문가 3명 중 한 명으로 언급했다.
2000년까지 피터스는 점점 더 공격적이고 때로는 "까칠한" 태도로 유명해졌으며 동시에 그의 대상 고객은 상당히 낮은 SMI 경영진으로 바뀌었다.
2017년에 "Thinkers50"은 피터스에게 "사고 리더십"과 비즈니스 도서 산업의 길을 닦은 공로로 평생 공로상을 수여했다.